# Vulcânicos Futebol Clube
O Vulcânico Clube do Fogo é um clube de futebol profissional em São Filipe, na Ilha do Fogo em Cabo Verde, país insular localizado no continente africano.

## História
O clube foi fundado em 18 de julho de 1953, e é o mais antigo do país. Comemorou seu 25° aniversário em 1978, e seu 50° aniversário em 2003.
O Vulcânico venceu seu primeiro título insular em 1994 e possui o maior número de títulos conquistados no âmbito regional com dez títulos, sendo o último em 2017.
Na temporada de 2016-17 terminou com 45 pontos e 66 gols marcados, um recorde do clube. Na temporada de 2017-18, o Vulcânico terminou como campeão regional com 48 pontos conquistados, sem derrotas e com 37 gols anotados.
Na temporada 2018-19, o clube perdeu a final regional para a Académica e foi vice-campeão da ilha.

## Estádio

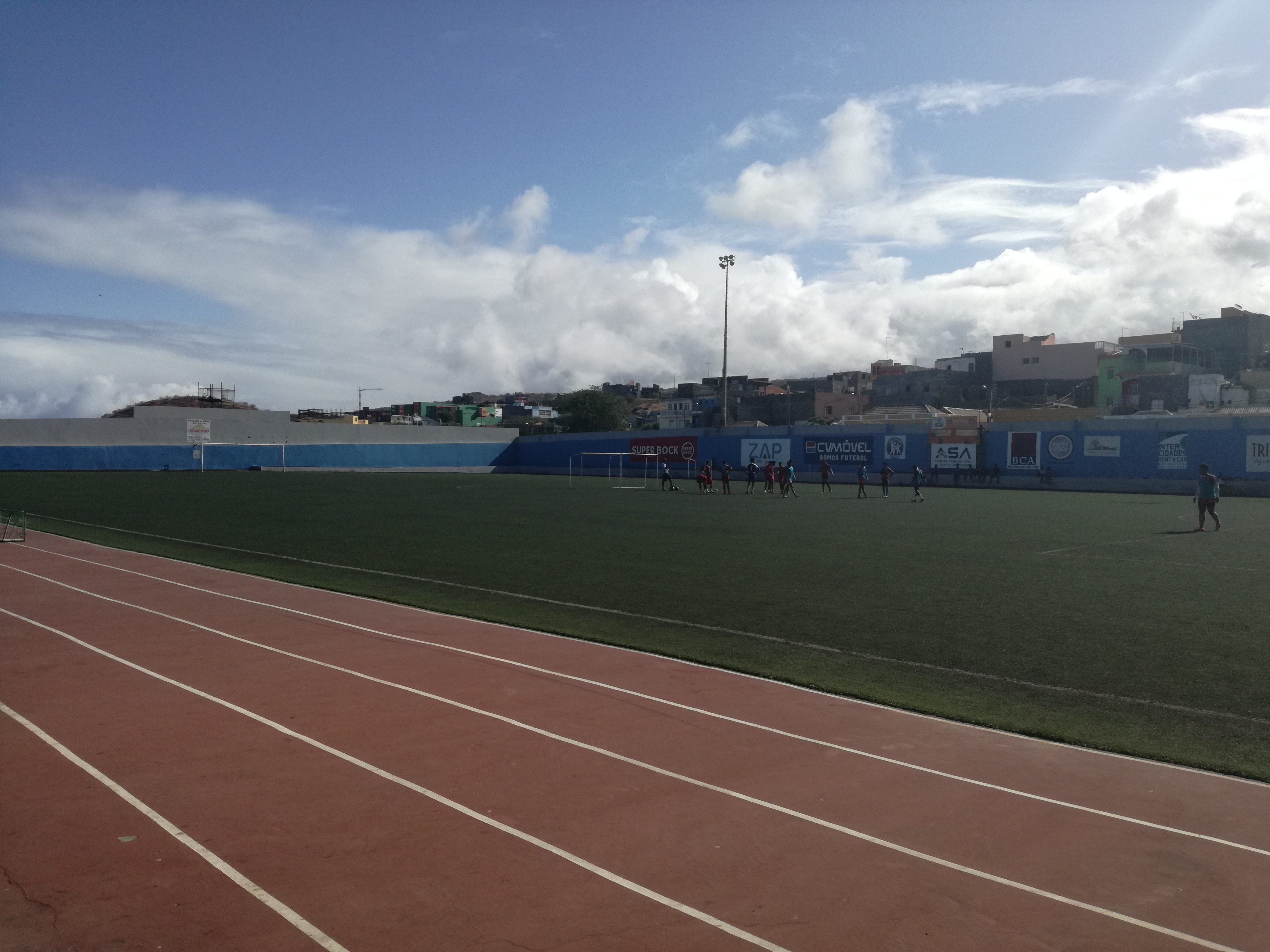
Estádio 5 de Julho, a casa do Vulcânico.

As partidas são realizadas no Estádio 5 de Julho.  Outros clubes populares jogam no estádio, incluindo: Académica do Fogo, Botafogo, Juventude e o Novo Clube Atlântico.

## Rivalidade
O Vulcânico tem como principal rival o Académica do Fogo, formando o Clássico do Fogo.

## Títulos
- Liga Insular do Fogo: 10

1994, 1998, 1999, 2000, 2004, 2007, 2009, 2011, 2016 e 2017
- Taça do Fogo: 1[1]

2011
- Super-Taça do Fogo: 2

2007 e 2017
- Taça dos Campeões do Fogo: 1

2016

## Futebol

### Palmarés
| Escalão | Nº de Presenças | Títulos | Melhor Classificação |
| I       | 10              | 0       | 2ª                   |
| II      | 43              | 10      | 1ª                   |

### Classificações

#### Nacionais (Fase de Grupos)
| Temporada | Div. | Pos. | Pts   | J | V | E | D | G.M. | G.S. | S.G. |
| 1999      | 1B   | 1°   | 5 pts | 3 | 1 | 2 | 0 | 6    | 3    | +3   |
| 2000      | 1B   | 2°   | 4 pts | 2 | 1 | 1 | 0 | 1    | 0    | +1   |
| 2004      | 1B   | 4°   | 5 pts | 4 | 1 | 2 | 1 | 7    | 8    | -1   |
| 2009      | 1B   | 4°   | 7 pts | 5 | 2 | 1 | 2 | 3    | 4    | -1   |
| 2011      | 1A   | 4°   | 4 pts | 4 | 1 | 1 | 2 | 3    | 9    | -6   |
| 2016      | 1B   | 6°   | 3 pts | 5 | 1 | 0 | 4 | 2    | 9    | -7   |
| 2017      | 1A   | 4°   | 4 pts | 6 | 1 | 1 | 4 | 7    | 11   | -4   |

#### Regionais
| Temporada | Div. | Pos. | Pts    | J  | V  | E | D  | G.M. | G.S. | S.G. |
| 2003-04   | 2ª   | 1°   | -      | -  | -  | - | -  | -    | -    | -    |
| 2008-09   | 2ª   | 1°   | -      | -  | -  | - | -  | -    | -    | -    |
| 2010-11   | 2ª   | 1°   | -      | -  | -  | - | -  | -    | -    | -    |
| 2013-14   | 2ª   | 7°   | 14 pts | 18 | 3  | 5 | 10 | 22   | 31   | -9   |
| 2014-15   | 2ª   | 5°   | 30 pts | 18 | 8  | 6 | 4  | 46   | 22   | +24  |
| 2015-16   | 2ª   | 1°   | 44 pts | 18 | 13 | 5 | 0  | 55   | 14   | +41  |
| 2016-17   | 2ª   | 1°   | 44 pts | 18 | 14 | 3 | 1  | 66   | 12   | +54  |

## Estatísticas
- Melhor posição no Campeonato Nacional: 2° lugar
- Melhor posição na Taça do Fogo: Campeão
- Títulos dos Campeonatos:
  - Nacionais: 10 títulos
  - Regionais: 42 títulos
- Melhor número de gols totais na temporada:
  - Nacional: 7, em 2004 e 2017
  - Regional: 66, em 2016-17
- Melhor número de pontos totais na temporada nacional: 7 pontos, em 2009
- Maior número de vitórias em uma temporada nacional: 2 vitórias, em 2009

## Presidentes
- Manuel Ribeiro (2016-atual)

## Treinadores
- Lão (2015-2016)
- Danildo Diniz (2016-2017)
- Raúl Santos (2017-atual)

### Treinadores assistentes:
- Danildo Diniz (2017-atual)

### Treinador do goleiro:
- Emanuel Gomes (2017-atual)